# Union Sportive de Douala
O Union Sportive de Douala, mais conhecido como Union Douala, é um clube de futebol sediado na cidade de Duala, nos Camarões. Fundado em 1958, manda seus jogos oficiais no Estádio da Reunificação, com capacidade máxima para 39 000 espectadores.

## Títulos oficiais
| CONTINENTAIS | CONTINENTAIS                    | CONTINENTAIS | CONTINENTAIS                              |
|              | Competição                      | Títulos      | Temporadas                                |
| ------------ | ------------------------------- | ------------ | ----------------------------------------- |
|              | Liga dos Campeões da CAF        | 1            | 1979                                      |
|              | Recopa da CAF                   | 1            | 1981                                      |
| NACIONAIS    |                                 |              |                                           |
|              | Competição                      | Títulos      | Temporadas                                |
| Camarões     | Campeonato Camaronês de Futebol | 5            | 1969, 1976, 1978, 1990, 2012.             |
| Camarões     | Copa de Camarões                | 7            | 1954, 1961, 1969, 1980, 1985, 1997, 2006. |

## Participações do clube em torneios da CAF
| Ano  | Competição                    | Rodada | Pais                           | Clube                | Casa | Fora | Agregado |
| ---- | ----------------------------- | ------ | ------------------------------ | -------------------- | ---- | ---- | -------- |
| 1970 | Liga dos Campeões da CAF      | R1     | Níger                          | Olympic FC de Niamey | 2–0  | 1–2  | 3–2      |
| 1970 | Liga dos Campeões da CAF      | R2     | Togo                           | CO Modèle de Lomé    | 0–0  | 1–1  | 1–1      |
| 1977 | Liga dos Campeões da CAF      | R1     | Burquina Fasso                 | Silures              | 2–0  | 1–0  | 3–0      |
| 1977 | Liga dos Campeões da CAF      | R2     | Togo                           | Lomé I               | 1–1  | 1–1  | 2–2(p)   |
| 1979 | Liga dos Campeões da CAF      | R2     | Argélia                        | MC Alger             | 0–2  | 2–0  | (p)2–2   |
| 1979 | Liga dos Campeões da CAF      | QF     | Lesoto                         | Matlama FC           | 3–1  | 2–0  | 5–1      |
| 1979 | Liga dos Campeões da CAF      | SF     | República Democrática do Congo | DC Motema Pembe      | 2–1  | 1–0  | 3–1      |
| 1979 | Liga dos Campeões da CAF      | Final  | Gana                           | Hearts of Oak        | 0–1  | 1–0  | (p)1–1   |
| 1980 | Liga dos Campeões da CAF      | R2     | Tanzânia                       | Simba SC             | 4–2  | 1–0  | 5–2      |
| 1980 | Liga dos Campeões da CAF      | QF     | Senegal                        | ASF Police           | 3–0  | 2–3  | 5–3      |
| 1980 | Liga dos Campeões da CAF      | SF     | República Democrática do Congo | AS Dragons           | 1–0  | 1–5  | 2–5      |
| 1981 | Recopa da CAF                 | R1     | Angola                         | Nacional Benguela    | 7–1  | 6–0  | 13–1     |
| 1981 | Recopa da CAF                 | R2     | Gabão                          | FC 105 Libreville    | 3–1  | 1–0  | 4–1      |
| 1981 | Recopa da CAF                 | QF     | Argélia                        | ES Sétif             | 5–0  | 1–1  | 6–1      |
| 1981 | Recopa da CAF                 | SF     | Gana                           | Sekondi Hasaacas     | 2–1  | 2–3  | 4–4      |
| 1981 | Recopa da CAF                 | Final  | Nigéria                        | Stationery Stores    | 0–0  | 2–1  | 2–1      |
| 1982 | Recopa da CAF                 | R1     | Guiné Equatorial               | CD Elá Nguema        | 2–0  | 6–1  | 8–1      |
| 1982 | Recopa da CAF                 | R2     | Mali                           | Djoliba AC           | 0–1  | 0–3  | 0–4      |
| 1986 | Recopa da CAF                 | R1     | Libéria                        | Mighty Barrolle      | 0–0  | 1–2  | 1–2      |
| 1991 | Liga dos Campeões da CAF      | R2     | Burundi                        | Vital'O              | 2–0  | 0–0  | 2–0      |
| 1991 | Liga dos Campeões da CAF      | QF     | Zâmbia                         | Nkana FC             | 2–1  | 0–1  | 2–2      |
| 1998 | Recopa da CAF                 | R1     |                                |                      |      |      |          |
| 1998 | Recopa da CAF                 | R2     | Marrocos                       | Wydad Casablanca     | 1–0  | 0–4  | 1–4      |
| 2005 | Taça das Confederações da CAF | R1     | República Democrática do Congo | SC Cilu              | 1–2  | 1–0  | 2–2      |
| 2005 | Taça das Confederações da CAF | 1R16   | Nigéria                        | Enugu Rangers        | 1–3  | 1–0  | 2–3      |
| 2007 | Taça das Confederações da CAF | R1     | Moçambique                     | Têxtil do Punguè     | 3–0  | 3–0  | 6–0      |
| 2007 | Taça das Confederações da CAF | 1R16   | Nigéria                        | Kwara United         | 1–1  | 2–3  | 3–4      |
| 2008 | Liga dos Campeões da CAF      | PR     | Togo                           | ASKO Kara            | 0–1  | 1–3  | 1–4      |
| 2009 | Taça das Confederações da CAF | R1     | Chade                          | Tourbillon FC        | 2–1  | 3–2  | 5–3      |
| 2009 | Taça das Confederações da CAF | 1R16   | Angola                         | Santos de Angola     | 1–1  | 0–4  | 1–5      |
| 2010 | Liga dos Campeões da CAF      | PR     | São Tomé e Príncipe            |                      | w/o  | w/o  | w/o      |
| 2010 | Liga dos Campeões da CAF      | R1     | Argélia                        | ES Sétif             | 0–2  | 0–5  | 0–7      |
| 2012 | Taça das Confederações da CAF | PR     | Serra Leoa                     | FC Kallon            | 1–0  | 0–2  | 1–2      |
| 2013 | Liga dos Campeões da CAF      | PR     | Libéria                        | LISCR                | 2–1  | 1–0  | 3–1      |
| 2013 | Liga dos Campeões da CAF      | R1     | Marrocos                       | FUS Rabat            | 1–0  | 0–3  | 1–3      |
| 2014 | Taça das Confederações da CAF | PR     | Chade                          | ASLAD de Moundou     | 3–0  | 1–2  | 4–2      |
| 2014 | Taça das Confederações da CAF | R1     | Nigéria                        | Warri Wolves         | 2–3  | 1–1  | 3–4      |
| 2016 | Liga dos Campeões da CAF      | RP     | Libéria                        | Nimba United FC      | 3-1  | 1-0  | 4-1      |
| 2016 | Liga dos Campeões da CAF      | R1     | Egito                          | Zamalek              | 0-1  | 0-2  | 0-3      |